# Kikinda
Kikinda é um município localizado em Sérvia na província de Vojvodina. A cidade, fundada no século XVIII, tem 38065 habitantes.